# Finlandia ai Giochi della XI Olimpiade
La Finlandia partecipò ai Giochi della XI Olimpiade, svoltisi a Berlino, Germania, dal 1º al 16 agosto 1936, con una delegazione di 108 atleti impegnati in quattordici discipline.

## Medagliere

### Per discipline
| Sport              | Oro | Argento | Bronzo | Totale |
| ------------------ | --- | ------- | ------ | ------ |
| Atletica leggera   | 3   | 5       | 2      | 10     |
| Lotta greco-romana | 1   | 1       | 1      | 3      |
| Lotta libera       | 1   | 0       | 2      | 3      |
| Ginnastica         | 1   | 0       | 1      | 2      |
| Pugilato           | 1   | 0       | 0      | 1      |
| Totale             | 7   | 6       | 6      | 19     |

### Medaglie
| Medaglia | Atleta | Sport              | Evento                          |
| -------- | --- | ------------------ | ------------------------------- |
| Oro      | Gunnar Höckert | Atletica leggera   | 5000 metri piani                |
| Oro      | Ilmari Salminen | Atletica leggera   | 10000 metri piani               |
| Oro      | Volmari Iso-Hollo | Atletica leggera   | 3000 metri siepi                |
| Oro      | Aleksanteri Saarvala | Ginnastica         | Sbarra                          |
| Oro      | Lauri Koskela | Lotta greco-romana | Pesi leggeri                    |
| Oro      | Kustaa Pihlajamäki | Lotta libera       | Pesi piuma                      |
| Oro      | Sten Suvio | Pugilato           | Pesi welter                     |
| Argento  | Lauri Lehtinen | Atletica leggera   | 5000 metri piani                |
| Argento  | Arvo Askola | Atletica leggera   | 10000 metri piani               |
| Argento  | Kaarlo Tuominen | Atletica leggera   | 3000 metri siepi                |
| Argento  | Sulo Bärlund | Atletica leggera   | Getto del peso                  |
| Argento  | Yrjö Nikkanen | Atletica leggera   | Lancio del giavellotto maschile |
| Argento  | Aarne Reini | Lotta greco-romana | Pesi piuma                      |
| Bronzo   | Volmari Iso-Hollo | Atletica leggera   | 10000 metri piani               |
| Bronzo   | Kalervo Toivonen | Atletica leggera   | Lancio del giavellotto maschile |
| Bronzo   | Martti Uosikkinen Heikki Savolainen Mauri Nyberg-Noroma Aleksanteri Saarvala Esa Seeste Ilmari Pakarinen Einari Teräsvirta Eino Tukiainen | Ginnastica         | Concorso a squadre maschile     |
| Bronzo   | Eino Virtanen | Lotta greco-romana | Pesi welter                     |
| Bronzo   | Hermanni Pihlajamäki | Lotta libera       | Pesi leggeri                    |
| Bronzo   | Hjalmar Nyström | Lotta libera       | Pesi massimi                    |

## Risultati

### Calcio
| Atleta | Classifica |                      |
| --- | --- | -------------------- |
| V · D · M Nazionale finlandese · Calcio ai Giochi Olimpici Estivi 1936 P Halme · P Salminen · D Karjagin · D Lindbäck · D Närvänen · C Kanerva · C Lahti · C Malmgren · C Paakkanen · C Pyy · A Grönlund · A Gustafsson · A Larvo · A Lehtonen · A Sotiola · A Weckström · CT : Fabra | 9° |                      |
| Nazionale finlandese · Calcio ai Giochi Olimpici Estivi 1936 | |                      |
| P Halme · P Salminen · D Karjagin · D Lindbäck · D Närvänen · C Kanerva · C Lahti · C Malmgren · C Paakkanen · C Pyy · A Grönlund · A Gustafsson · A Larvo · A Lehtonen · A Sotiola · A Weckström · CT: Fabra                                                                         | P Halme · P Salminen · D Karjagin · D Lindbäck · D Närvänen · C Kanerva · C Lahti · C Malmgren · C Paakkanen · C Pyy · A Grönlund · A Gustafsson · A Larvo · A Lehtonen · A Sotiola · A Weckström · CT: Fabra | Finlandia (bandiera) |